# Мартин Геристальский
Мартин Геристальский (лат. Martinus, фр. Martin; убит в 680) — герцог Шампани (678—680) из рода Арнульфингов.

## Биография
Мартин известен из франкских анналов: «Книги истории франков» и хроники Продолжателей Фредегара.
Значительная часть современных историков считает Мартина братом (возможно, старшим) Пипина Геристальского, а их родителями называет Анзегизеля и Беггу Анденскую. Отец Мартина принадлежал к роду Арнульфингов, мать — к Пипинидам. Его сестрой была супруга короля франков Теодориха III Клотильда, а тётей по матери — святая Гертруда Нивельская. Однако ряд авторов не только скептически относится к утверждениям о том, что Пипин Геристальский и Мартин были братьями, но и вообще ставит под сомнение возможность их родства.
В средневековых источниках Мартин Геристальский упоминается с титулом герцог (лат. dux), но каким владением он управлял, в них не уточняется. Предполагается, что это могла быть Шампань, резиденция герцогов которой в то время находилась в городе Лан. Предыдущим правителем этого владения был герцог Ваймер, последнее достоверное упоминание о котором датируется 678 годом.
В 675 году майордом всего Франкского государства Вульфоальд попал в опалу нового короля Теодориха III и лишился власти над двумя из трёх франкских королевств, Нейстрии и Бургундии. Однако ему удалось сохранить должность майордома Австразии не только при этом франкском монархе, но и при его ближайших преемниках, королях Хлодвиге III и Дагоберте II. Не все представители австразийской знати были этим довольны. Главными противниками Вульфоальда франкские источники называют герцога Мартина и Пипина. Хотя те, как предполагается, и были одними из наиболее влиятельных сторонников Дагоберта II, им так и не удалось лишить Вульфоальда должности майордома до самой его кончины в 680 году.
После смерти Вульфоальда герцог Мартин и Пипин, наиболее знатные на тот момент австразийцы, потребовали от короля Теодориха III утвердить их преемниками умершего. Однако этот монарх, находившийся под сильным влиянием майордома Нейстрии и Бургундии Эброина, отказался выполнить просьбу братьев. Эброин сам намеревался получить должность австразийского майордома и тем самым соединить в своих руках реальную власть над всеми тремя частями Франкского государства. Уже в том же году эти политические разногласия переросли в вооружённый конфликт. В охватившей земли франков гражданской войне одной стороной конфликта были австразийцы во главе с Мартином и Пипином, другой — нейстрийцы и бургундцы, возглавляемые Эброином и Теодорихом III.
В 680 году австразийское войско во главе с Мартином и Пипином вторглось в нейстрийские владения Теодориха III. Однако в кровопролитном сражении у селения Лукофао (современные Лаффо или Буа-дю-Фе) потерпело тяжёлое поражение от армии Эброина. Пипин Геристальский бежал с поля боя и укрылся в своих владениях в Намюре, а Мартин Геристальский с остатками войска отступил к Лану.
Этот город был хорошо укреплён и его осада представлялась Эброину очень трудным мероприятием. Желая избежать дальнейших военных действий, нейстрийский майордом пошёл на хитрость. Он вступил в переговоры с Мартином Геристальским, обещая ему и его приближённым полную безопасность, если те покинут Лан. Однако по свидетельству Продолжателей Фредегара, нейстрийский майордом уже тогда замышлял убийство Мартина: направив в Лан Аглиберта и епископа Реймса Регула, он повелел им поклясться от своего имени в исполнении данных герцогу обещаний, а сам в тайне от них изъял из реликвария все священные предметы. Те произнесли клятву, но так как ларец был пуст, она не имела никакой ценности. В трудах средневековых авторов утверждается, что оба посланника не знали, что совершают клятвопреступление. Современные же историки считают, что так как Регул и после этого продолжил находиться среди приближённых Эброина, он мог знать, что приносит заведомо ложную клятву.
Мартин же уверенный этими клятвами в своей полной безопасности уехал из Лана, но по пути, в селении Эрхреко (современный Экри), подвергся нападению приближённых Эброина. В схватке австразийский герцог и все сопровождавшие его персоны были убиты. После гибели Мартина Геристальского единственным вождём австразийцев в войне с нейстрийцами стал его брат Пипин.
Следующим после Мартина Геристальского известным из исторических источников герцогом Шампани был Дрого, впервые упоминавшийся в этой должности в 690 году.
О том, был ли герцог Мартин Геристальский женат и имел ли детей, в источниках достоверных сведений не сохранилось. В ряде генеалогий ему приписывается брак с Бертрадой Прюмской, матерью графа Лана Хариберта. Однако в достоверности этих сведений имеются сомнения.